# Zwarte Water (Utrecht)
Het Zwarte Water is een eeuwenoude watergang in de Nederlandse stad Utrecht die uitmondt in de rivier de Vecht. De watergang ligt in de buurt Lauwerecht. Ter hoogte van de Vecht overspant de rijksmonumentale Lauwerechtbrug het Zwarte Water als watergang. De straat aan de noordzijde heet Zwartewater en deze loopt door in de Vogelenbuurt.
De gracht vormde in vroegere tijden de noordoostelijke begrenzing van de voorstad Bemuurde Weerd. De gracht is tevens de grens tussen de voormalige Utrechtse 'buitengemeenten' Domproosdij en Lauwerecht.
Het Zwarte Water is oorspronkelijk een restgeul, vermoedelijk van de Vecht. Deze watergang, die de naam Zwarte Water kreeg vanwege het donkere veenwater, kwam ter hoogte van de Nieuwe Keizersgracht uit op de Oude Vecht. De Oude Vecht was oorspronkelijk de hoofdloop van de rivier de Vecht, die vanaf Vechten oostelijk om Utrecht liep. Tussen 1122, het jaar van de afdamming van de Rijn bij Wijk bij Duurstede, en 1300 is deze waterweg grotendeels verland. Een restgeul is hier echter opengehouden om als vaarweg te kunnen blijven dienen.
De straat Nieuwe Keizersgracht kent een gedempt gedeelte van de Oude Vecht die hier vanaf de Stadsbuitengracht via de Minstroom en Biltsche Grift uitkwam. De Oosterstroom is een nog bestaande watergang, die aan zuidzijde richting de Weerdsingel loopt en aan de noordzijde op het Zwarte Water aansluit. Deze watergang vormde de oostelijke begrenzing van de Bemuurde Weerd. De aansluiting Zwarte Water - Oosterstroom was destijds aan de binnenzijde voorzien van het rondeel Simpoel aan de ommuring.
Een aanzienlijk deel (van Merelstraat tot Kardinaal de Jongweg) werd in de jaren 1964 tot 1974 gedempt na acties waartoe de Utrechtse Muurkrant felle oproepen deed. In 1964 werd begonnen met het dempen van het deel tussen Draaiweg en Kardinaal de Jongweg, in 1974 werd het proces voltooid met het droogleggen van het stuk tussen Merelstraat en Draaiweg. Nog immer zijn de volgende bruggen in het straatsbeeld duidelijk zichtbaar de Merelbrug, de Draaiwegbrug, De Floris Heermalebrug en de Willem van Noortbrug.
Behalve voor het vervoer van turf werd het Zwarte Water er tot 1940 ook voor andere vrachten gebruikt. Het vervoer van stenen en andere bouwmaterialen voor de bouw van Tuinwijk ging grotendeels over het Zwarte Water. Toen de huizen gereed waren werden ook de inboedels vaak via het Zwarte Water vervoerd, waarna ze met kleine lorries naar de huizen werden gebracht.

## Fotogalerij

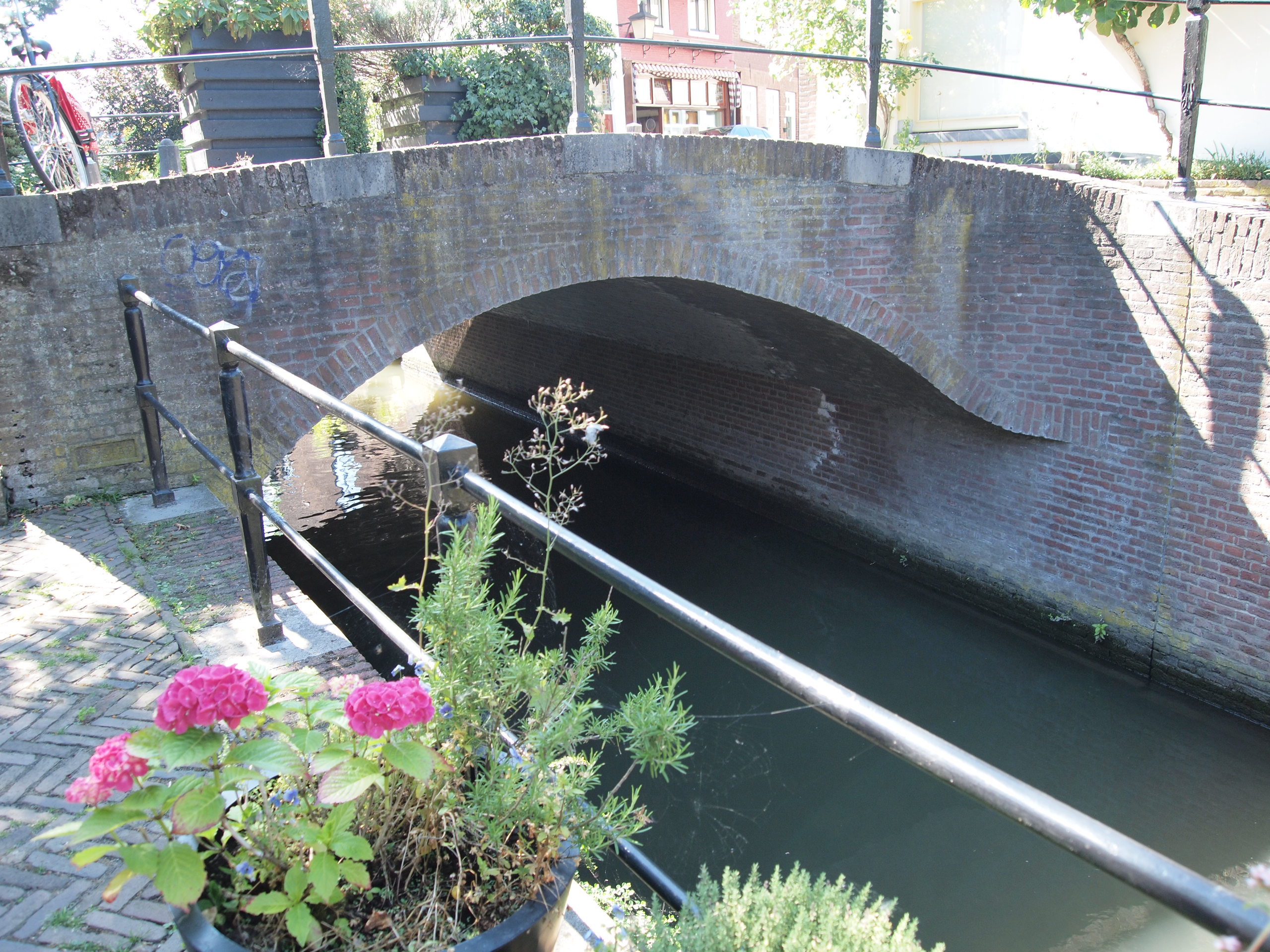
De Lauwerechtbrug.
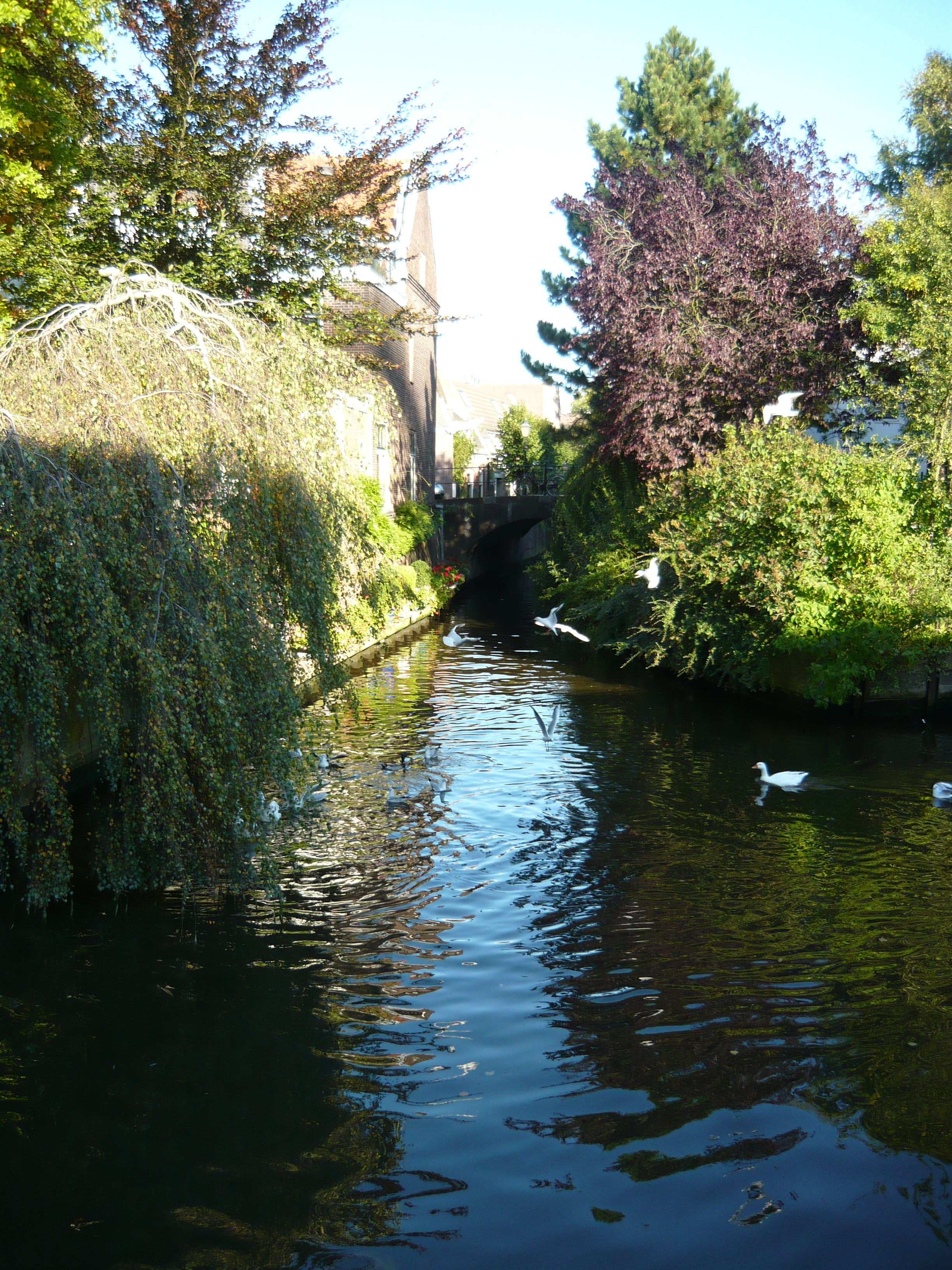
Het Zwarte Water met op de voorgrond de Vecht. De Lauwerechtbrug is ook zichtbaar in de foto.
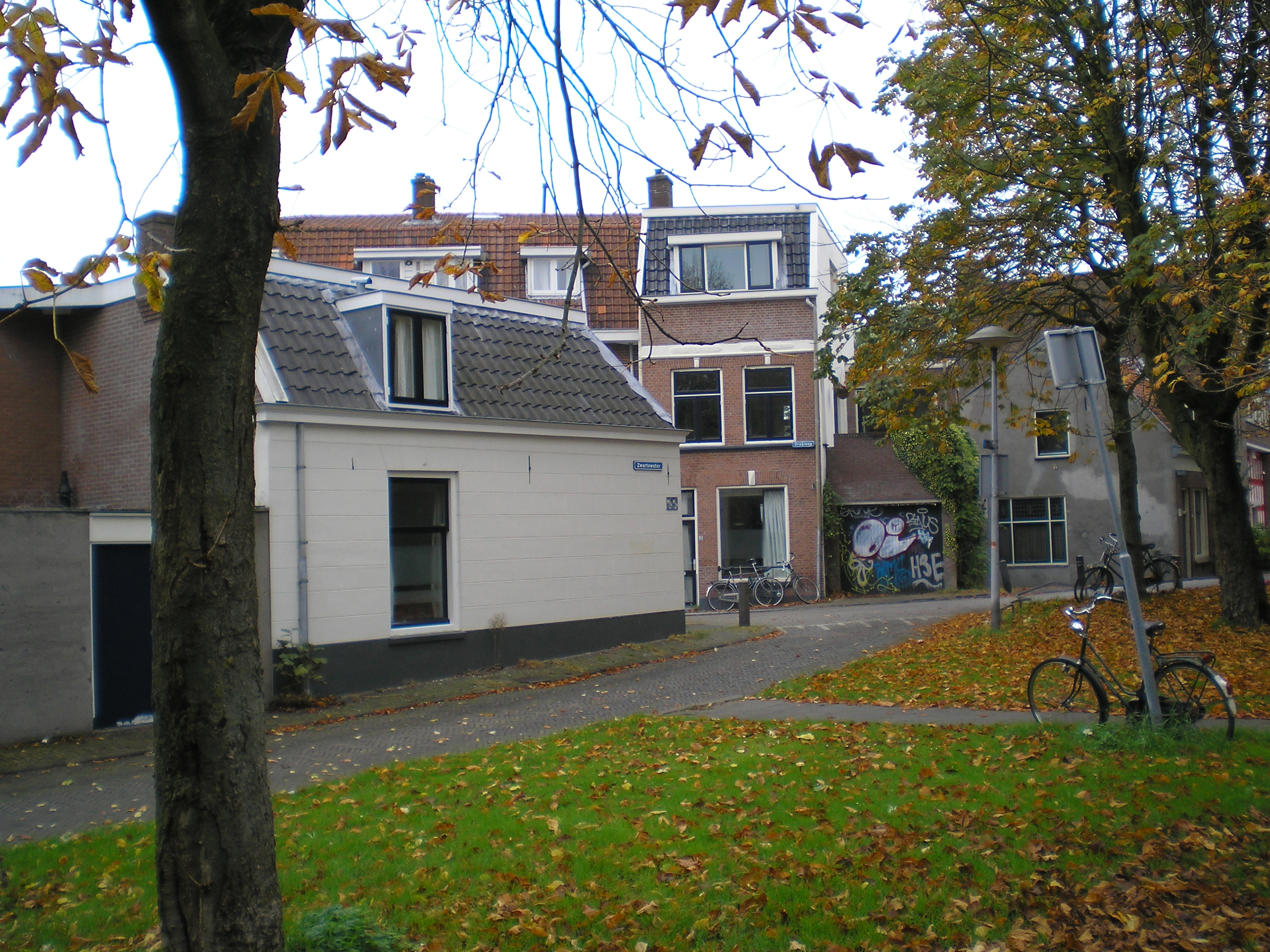
Zwartewater met op de achtergrond de Draaiweg
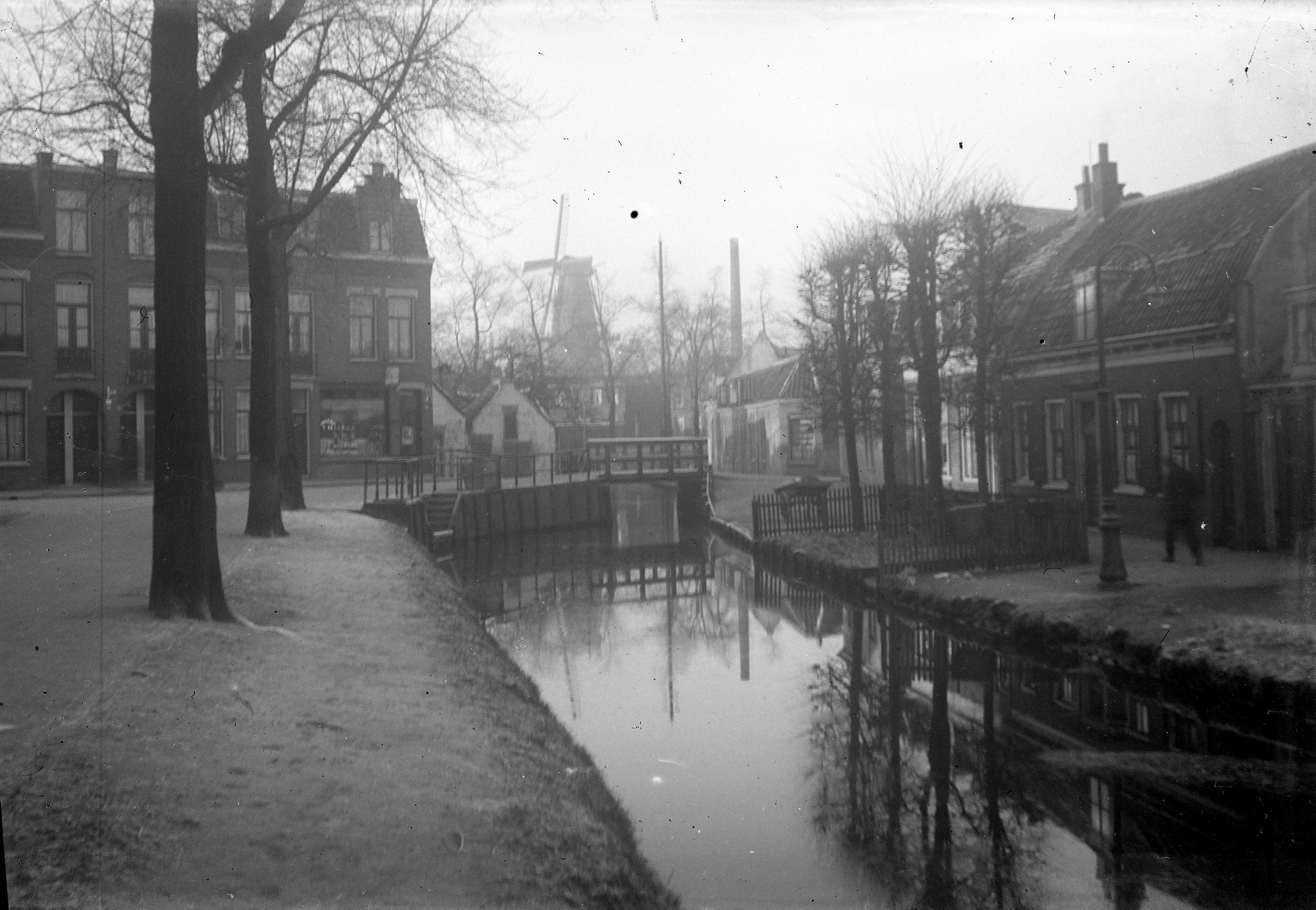
Zwarte Water voordat deze gedempt werd. De huizen links zijn nummer 20 tot 24 van de Johannes de Bekastraat.

Centrum: Drift · Kromme Nieuwegracht · Nieuwegracht · Oudegracht · Plompetorengracht · Stadsbuitengracht

Overig: Achtkantemolenvliet · Alendorperwetering · Amsterdam-Rijnkanaal · Biltsche Grift · Blekersgracht · Bijleveld · Haarrijn · Heicop · Heren- of Moesgracht · Jutfase Wetering . Keulse Vaart · Koekoeksvaart · Kromme Rijn · Kruisvaart/Bloemgracht · Lange Vliet · Leidse Rijn · Liesveldse Wetering · Maria- of Kruisvaartdwarsgracht · Merwedekanaal · Middelwetering (Heicop) · Middelwetering (Vleuterweide) . Minstroom · Noorderstroom · Oosterstroom · Otterstroom · Oude Rijn · Oude Wetering . Reijerscopse Wetering . Rijn . Uraniumkanaal · Vaartsche Rijn · Vecht · Vikingrijn · Vleutense Wetering · Westerstroom · IJlandsche Wetering · IJsselwetering . Zwarte Water